# هوارد غودال

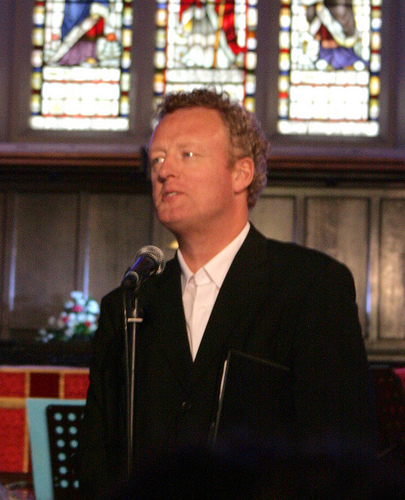
في 2009.

هوارد غودال (بالإنجليزية: Howard Goodall)‏، (26 مايو 1958)، هو ملحن إنجليزي، وموسيقي كورالي وله الكثير من الأعمال في التلفزيون.

## روابط خارجية
- هوارد غودال على موقع IMDb (الإنجليزية)
- هوارد غودال على موقع ألو سيني (الفرنسية)
- هوارد غودال على موقع ميوزك برينز (الإنجليزية)
- هوارد غودال على موقع قاعدة بيانات برودواي على الإنترنت (الإنجليزية)
- هوارد غودال على موقع قاعدة بيانات الأفلام السويدية (السويدية)
- هوارد غودال على موقع ديسكوغز (الإنجليزية)
- هوارد غودال على موقع قاعدة بيانات الفيلم (الإنجليزية)
- هوارد غودال على موقع كينوبويسك (الروسية)